# دهستان خانندبیل شرقی
در(تقسیمات کشوری)|بخش]] مرکزی شهرستان خلخال، استان اردبیل در ایران است. براساس سرشماری مرکز آمار ایران در سال ۱۳۸۵، جمعیت آن ۱۵۱۰۲ نفر (۳۵۷۶ خانوار) بوده‌است.